# Западна Суматра
Западна Суматра (инд. Sumatera Barat), позната и као Сумбар, једна је од 34 провинције Индонезије. Провинција се налази на острву Суматра на западу Индонезије. Покрива укупну површину од 42.013 км ² и има 4.846.909 становника (2010). 
Главни град провинције је град Паданг.

## Демографија
Становништво чине: Минангкабау (88%), Батаци (4%), Јаванци (4%) и други. Доминантна религија је ислам (97%), те нешто хришћанство (2,5%), и других.
| 1971.     | 1980.     | 1990.     | 2000.     | 2010.     |
| --------- | --------- | --------- | --------- | --------- |
| 2.793.176 | 3.406.816 | 4.000.207 | 4.248.931 | 4.846.909 |

## Галерија
- Типичне дрвене грађевине у Западној Суматри
- Сијанок кањон